# Hetalia: Axis Powers
Hetalia: Axis Powers (ヘタリア Hetaria Akushisu Pawāzu) là bộ truyện tranh lúc đầu được đọc trực tuyến trên Internet (Webcomic), sau đó đã chuyển thành manga và anime. Tác giả bộ truyện là Hidekaz Himaruya (日丸屋秀和 Himaruya Hidekazu). Nó còn được viết tắt là Hetalia hay APH. Nội dung manga xoay quanh những sự kiện chính trị và lịch sử, đặc biệt là của thời kỳ Chiến tranh thế giới thứ nhất và Chiến tranh thế giới thứ hai, trong đó mỗi quốc gia được đại diện bởi một nhân vật hình người khác nhau. Từ Hetalia là sự kết hợp giữa "Hetare" (へタレ, tiếng Nhật nghĩa là "vô dụng") và "Italia" (イタリア nghĩa là "nước Ý").
Himaruya ban đầu chỉ tạo ra Hetalia là một manga đọc trực tuyến (Webcomic, đọc trực tiếp trên mạng toàn cầu), không ngờ nó lại nhanh chóng nổi tiếng và được nhà xuất bản Gentosha Comics phát hành dưới dạng tuyển tập. Cho đến nay, hai tankōbon (tiếng Nhật: 単行本, sách truyện hoàn chỉnh) đã được phát hành , lần đầu tiên vào ngày 28 tháng 3 năm 2008 và lần thứ hai ngày 10 tháng 12 năm 2008. Các tập sau của Hetalia chuyển thành dạng CD và một loạt anime do Studio Deen sản xuất. Vào ngày 8 tháng 1 năm 2010, các bộ manga đã được công bố sẽ do công ty Funimation Entertainment phát hành quốc tế.
Ngoài anime, Hetalia còn có phiên bản phim anime (movie) là "Paint it, White!", nội dung nói về cuộc xâm lăng Trái Đất của người ngoài hành tinh, khiến các quốc gia thuộc phe Trục và phe Đồng Minh năm xưa phải hợp tác với nhau để bảo vệ thế giới.
"Hetalia: Axis powers" mang tính hơi châm biếm nhưng nhẹ nhàng, hài hước, kể về những sự kiện lịch sử và nhân vật có thật. Điều đó làm tăng tính độc đáo hấp dẫn của cốt truyện, nó cũng giúp người đọc có được cái nhìn khách quan, thân thiện hơn về lịch sử thế giới thời chiến tranh, vốn dĩ rất nặng nề khô khan. Sau khi anime Hetalia ra đời phần ba, tựa đề đã được đổi thành "Hetalia: World series" vì nội dung đã không còn nói về thế chiến thứ hai nữa. Phần thứ năm của Hetalia có tên là "Hetalia: The Beautiful World", nét vẽ của phần này đã được chau chuốt sao cho giống hệt nét vẽ hiện thời của tác giả Himaruya. Vào năm 2015, anime có thêm phần mới tên "Hetalia: The World Twinkle". Một phần ONA tên Hetalia: World Stars được công chiếu vào năm 2021.

## Tóm tắt nội dung
Mở đầu "Hetalia" là Hội nghị thượng đỉnh thế giới, nơi tất cả các nước họp mặt nhằm giải quyết các vấn đề rắc rối của nhân loại. Sau đó, câu chuyện thực sự được kể lại như một hồi ức, khi Đức bắt cóc Italia làm tù binh vào thế chiến thứ hai, năm 1941, sau đó họ trở thành bạn của nhau. Khi có thêm Nhật Bản gia nhập, 3 nước hình thành một lực lượng gọi là phe Axis (Khối Trục Phát xít). Đối thủ của phe này là Allied Force (Đồng Minh), gồm 5 nước: Anh, Pháp, Mĩ, Trung Quốc, Nga.
Khác với tình hình chiến sự căng thẳng mà lịch sử thật miêu tả, Hetalia thay các trận chém giết bằng những cuộc nói chuyện, cãi cọ giữa các quốc gia với nhau. Nếu trong lịch sử, các nước lớn luôn muốn chiếm nước nhỏ hơn để bóc lột hay mở rộng lãnh thổ, trong Hetalia, họ lại trở thành "người giám hộ" cho đất nước mà họ yêu mến, không phải vì muốn xâm lược.
Về sau, Hetalia không chỉ nói về lịch sử thời thế chiến mà còn nói về lịch sử thế giới thời trung cổ, cận đại và hiện đại.
Trong Hetalia tràn ngập cái nhìn hòa bình, vui tươi, yêu thương và nhân ái về lịch sử. Khi theo dõi câu chuyện, dường như tất cả quốc gia lớn nhỏ đều trở thành anh em và bạn bè. Ngay cả một quốc gia từng là Phát Xít như Đức cũng trở nên hiền hòa gần gũi dưới ngòi bút và nét vẽ hài hước của Himaruya.

## Nhân vật chính
Cho đến nay, trong "Hetalia" đã xuất hiện hơn 40 quốc gia, mỗi nước là một nhân vật với đầy đủ tính chất của đất nước đó . Các nhân vật thường được gọi bằng tên quốc gia họ đang đại diện như Mỹ (America), Anh (England),... Tuy nhiên, họ cũng được tác giả Himaruya đặt cho tên "người". Sinh nhật của các nhân vật thường là ngày quốc khánh hay ngày lễ đặc biệt của nước họ.
Trong phần giới thiệu ở đây, tên "người" của các nhân vật được dùng thay cho tên quốc gia.

### Khối trục phát xít
- Italia (Itaria):

Tên quốc gia: Cộng hòa Italia
Quốc kỳ: 
Thủ đô: Roma
Ngôn ngữ: Tiếng Ý
Sinh nhật: 17/ 3 (ngày thống nhất nước Ý)
Quốc hoa: Hoa cúc dại (daisy)
Tên người: Feliciano Vargas
Chiều cao: 172 cm
Tuổi: 20
Đặc điểm nhận dạng: Tóc nâu đỏ, mắt màu vàng mật ong (nhưng Feliciano hiếm khi mở mắt lắm~ Ve ), mặt rất ngố, hai má thỉnh thoảng hơi ửng hồng. Đặc biệt là cọng tóc xoăn bên phải rất dễ nhận biết.
Seiyuu (người lồng tiếng): Daisuke Namikawa
Là nhân vật chính của "Hetalia", một thanh niên người Ý trẻ tuổi, vô tư, cởi mở nhưng rất nhát gan (cộng thêm vô dụng và hám gái). Cậu là cháu trai của Roman Empire (Đế quốc La Mã cổ đại, trong Hetalia nhân vật này thường được gọi là Roman jii-chan - ông La Mã). Feliciano phụ thuộc vào Ludwig (Đức) rất nhiều cũng như Ludwig luôn bảo vệ Feliciano khỏi sự bắt nạt từ các nước khác. Cậu yêu thích hội họa, nghiện pasta, pizza. Cậu có một người anh trai là Lovino Vargas - Romano (Nam Ý), tên quốc gia đầy đủ của họ: Italy Veneziano và Italy Romano. Tên quốc gia "Veneziano" của Feliciano bắt nguồn từ thủy thành Venice. Từ lúc còn bé, hai anh em đã bị xâm lược và chia cắt nhiều lần. Cuối cùng, Áo chiếm được Bắc Ý và Tây Ban Nha chiếm Nam Ý. Mãi đến thế kỷ XIX, hai anh em Italia mới thống nhất thành một quốc gia độc lập.
May thay, con người vô dụng thì cũng không đến nỗi vô dụng toàn diện. Feliciano lắm tật nhiều trò nhưng cũng có vài tài lẻ coi là bù đắp lại. Đầu tiên là tài đào ngũ chuyên nghiệp. Như người ta nói là đội quân của Ý trong bảy ngày tiến được 1 km trên chiến trường, nhưng chỉ cần gặp quân Anh thì một ngày họ lùi được đến 60 km. Ngoài ra, tài năng hội họa của Feliciano là không thể phủ nhận ngay từ thuở nhỏ.
Hồi còn bé, Feliciano có biệt danh là Chibitalia, từng bị ngài quý tộc Roderich của nước Áo bắt về làm hầu gái mặc dù cậu là con trai, bởi vì ngài lầm tưởng cậu là một cô bé, cho tới khi cậu vỡ giọng vì đến tuổi dậy thì. Câu chuyện về thời thơ ấu của Feliciano - Chibitalia, chủ yếu xoay quanh khoảng thời gian cậu bị nước ngoài xâm lược. Italy là một đất nước trù phú nhưng lại rất yếu ớt nên thường bị những nước lớn như Tây Ban Nha, Pháp bắt nạt và sau này cậu trở thành thuộc địa của Áo. Trong những ngày giúp việc cho gia đình Roderich (Áo), cậu đã gây ra không ít rắc rối bởi tính kén ăn và vô kỉ luật của mình. Như đã nói ở trên, thời làm hầu gái cho Roderich, Feliciano có giọng nói y hệt con gái nên suốt thời niên thiếu, ngay cả chủ nhân Roderich cũng còn nhầm cậu là một cô bé, Holy Roman Empire (Đế quốc La Mã Thần thánh, gọi tắt là HRE) cũng không ngoại lệ. Holy Roman Empire rất thích Feliciano nhưng mỗi lần gặp, HRE lại đỏ mặt và nhìn chằm chặp khiến cậu sợ khóc thét. Feliciano cũng mến HRE dù lúc nào cũng sợ HRE một phép, đến nỗi khi hai đứa trẻ chia tay vì HRE phải đi chinh chiến ở xa, cậu đã tặng HRE chổi lau nhà của mình (trong manga thì đó là... quần lót!). Thế nhưng từ đó, HRE đã vĩnh viễn không quay lại, nguyên nhân do sự sụp đổ của Đế quốc La Mã thần thánh.
Nếu vẻ ngoài của Himaruya được ông thể hiện qua nhân vật Estonia thì mọi tính cách của ông đều được đưa vào Italy: tính cách trẻ con, yêu ẩm thực - hội họa và rất vô tư cởi mở.
- Đức (Doitsu):

Tên quốc gia: Cộng hòa liên bang Đức, Tây Đức
Quốc kỳ: 
Thủ đô: Berlin
Ngôn ngữ: Tiếng Đức
Sinh nhật: 3/ 10 (ngày bức tường Berlin sụp đổ)
Quốc hoa: Centaurea cyanus
Tên người: Ludwig
Chiều cao: 180 cm
Tuổi: 20
Đặc điểm nhận dạng: Tóc màu vàng nhạt vuốt ngược, mắt xanh da trời, mặt lạnh lùng và hay cau có.
Seiyuu: Hiroki Yasumoto
Người bạn đầu tiên và cũng là thân thiết nhất của Feliciano (Italia). Ludwig luôn luôn chỉnh tề trong quân phục Wehrmacht hoặc Waffen-SS, đeo Thập tự Sắt trên cổ, quà tặng từ anh trai mình - Gilbert Beilschmidt (Phổ). Đối lập hẳn với cậu bạn trẻ con bắng nhắng, Ludwig cực kì chăm chỉ, nghiêm túc và kỉ luật, thậm chí cứng nhắc và còn rất sạch sẽ ngăn nắp. Một số ghi chú của tác giả Himaruya nói: "Ludwig thường vụng về khi đứng trước người khác phái và cư xử như 1 người cha đối với các quốc gia nhỏ tuổi." Thỉnh thoảng khi nóng giận, Ludwig có biểu hiện "sếp điên" gần giống ông chủ của mình, Adolf Hitler. Anh kiêm cả vai trò huấn luyện quân sự cho Nhật, Italia. Ban đầu anh rất không thích Feliciano cũng như sự khờ khạo nhát gan của cậu, tuy nhiên sau khi họ thành đồng minh, Ludwig cũng dần dần cảm thấy yêu mến Feliciano và coi cậu là bạn thực sự. Nhiều giả thiết cho rằng anh chính là Holy Roman Empire - bạn thuở nhỏ của Feliciano: Holy Roman Empire đã bị mất trí nhớ nhưng chưa chết, được nước Phổ đem về cưu mang nuôi nấng và khi lớn lên trở thành nước Đức. HRE và Đức đều có tóc vàng và mắt xanh, cộng thêm khi đối diện với những trò trẻ con nhõng nhẽo của Italy, HRE và Đức đều chung một biểu cảm.
Ludwig nổi bật với vóc dáng cao thứ nhì trong các nhân vật chính của Hetalia, sau Ivan (Nga). Anh thích sự hoàn hảo, ưa cuộc sống đơn giản yên tĩnh, thích đọc sách, dắt chó đi dạo và làm đồ ngọt, anh cũng từng nghĩ: "Được ở một mình thật tuyệt." Nhưng bên cạnh đó thì Ludwig cũng có một sở thích rất không bình thường, đó là tích trữ video "ấy ấy" thể loại BDSM và các loại sách đồi trụy ở nhà. Tất nhiên, sở thích bí mật của Ludwig thì ngoài Feliciano ra không ai biết cả (điều này cho thấy anh và Feliciano có một mối quan hệ rất đặc biệt), cho đến một ngày đẹp trời, quân Anh bắt được họ, chĩa súng vào Feliciano khiến cậu sợ quá mà khai ra chuyện đó, Ludwig chỉ còn biết ngồi thu mình trong xó nhà tù với cậu bạn vô dụng và nói là rất "hận" cậu.
Himaruya từng tiết lộ rằng Ludwig được xây dựng dựa trên hình dáng và tính cách của một người bạn Đức của mình.
- Nhật Bản (Nihon):

Tên quốc gia: Nhật Bản
Quốc kỳ: 
Thủ đô: Tokyo
Ngôn ngữ: Tiếng Nhật
Sinh nhật: 11/ 2 (ngày quốc khánh Nhật Bản)
Quốc hoa: Hoa anh đào, Cúc
Tên người: Honda Kiku (本田菊)
Chiều cao: 165 cm
Tuổi: Bí mật
Đặc điểm nhận dạng: Tóc đen để mái dài kiểu búp bê, gương mặt luôn có vẻ buồn rầu bí ẩn, mắt không có "đốm sáng" như những nhân vật khác. Tuy nhiên, đôi mắt của Kiku đã được thay đổi cho có hồn hơn ở anime "Hetalia: The Beautiful World".
Seiyuu: Hiroki Takahashi
Kiku là nhân vật cuối cùng xuất hiện trong phe Trục Phát Xít, đồng thời là người thấp nhất trong dàn nhân vật chính. Anh có một tinh thần tự hào dân tộc rất cao. Hồi còn là một đảo quốc vô danh, bé nhỏ, Wang Yao (Trung Quốc) đã tìm thấy Kiku và nuôi dưỡng cậu trưởng thành. Trong lần gặp đầu tiên, Kiku đã nói: "Xin chào Trung Quốc, đất nước mặt trời lặn. Tôi là Nhật Bản, đất nước mặt trời mọc."
Anh là một người con trai mảnh khảnh sống khá khép kín, trầm tính, lễ phép, siêng năng. Anh còn giỏi việc nhà và biết cả hội họa. Anh từng là đất nước "bế quan toả cảng" bao nhiêu thế kỉ nên đã có thời thiếu kinh nghiệm về phương Tây trầm trọng, nhiều lần bị shock về sự khác biệt văn hóa. Kiku có mái tóc đen, mắt nâu, đặc điểm thường thấy ở người châu Á. Anh ít nói và hiền lành, được mô tả như người kinh doanh giàu kinh nghiệm. Vì tính cách quá hướng nội, Kiku có khá ít bạn bè, Alfred (Mỹ) là một trong những người hiếm hoi thân được với Kiku dù hai người trái ngược nhau hoàn toàn về mọi mặt. Ý nghĩa tên "Kiku" của anh nghĩa là Cúc - hoa của hoàng gia Nhật Bản. Trong anime, Kiku có giọng trầm ấm đặc trưng, biểu hiện sự chững chạc thâm trầm trong con người anh.
Câu cửa miệng của Kiku là: "Tôi sẽ cố hết sức", "Hẹn gặp lại lần sau", "Tôi sẽ xem xét chuyện đó", nhưng tất cả đều có nghĩa là "Không bao giờ". Kiku rất hiếm khi nổi giận, nhưng những cơn giận của anh luôn liên quan đến vấn đề tiền bạc. Kiku còn là một otaku thật sự, ngoại trừ niềm đam mê với Gundam, manga và anime nói chung. Kiku còn rất thích những động vật nhỏ lông xù, đặc biệt là mèo. Anh nuôi một con chó nhỏ tên Pochi. Vì cùng sở thích về mèo, Kiku có một mối quan hệ gắn bó với Heracles Karpusi (Greece - Hy Lạp). Ngoài ra, Kiku còn khá thân thiết với thành-phần-không-có-ai-làm-bạn như Alfred (Mỹ) và Arthur (Anh). Việc Kiku thân với Arthur có thể lý giải cho việc Nhật Bản là một trong các nước theo hệ thống quân chủ lập hiến, được xây dựng dựa trên hình mẫu của Anh Quốc và các nước phương Tây khác.

### Khối Đồng minh
- Mỹ (America):

Tên quốc gia: Hợp chủng quốc Hoa Kỳ
Quốc kỳ: 
Thủ đô: Washington D.C.
Ngôn ngữ: Tiếng Anh
Sinh nhật: 4/ 7 (Ngày độc lập Hoa Kỳ)
Quốc hoa: Hoa mao lương
Tên người: Alfred F. Jones
Chiều cao: 177 cm
Tuổi: 19
Đặc điểm nhận dạng: Tóc vàng, mắt xanh dương, đeo cặp kính tượng trưng cho bang Texas, dường như lúc nào cũng tươi cười.
Seiyuu: Katsuyuki Konishi, lồng tiếng chung cho Canada.
Đại diện cho Hợp chúng quốc Hoa Kỳ, Alfred chính là mẫu con trai Mỹ điển hình: Cứng đầu, ồn ào, dám nghĩ dám làm, tràn đầy năng lượng và phóng khoáng; anh chiếm vị trí nổi bật trong Hetalia. Alfred từng được nuôi dưỡng bởi Arthur - Anh quốc nhưng sau này đã đứng lên chiến đấu giành độc lập, từ đó Mỹ với Anh bất hòa. Anh luôn tự cho mình là người lãnh đạo phe Đồng Minh với câu cửa miệng "Tôi là anh hùng!" - "I'm the hero!". Những kế hoạch của Alfred buồn cười, thậm chí ngớ ngẩn và anh lại chẳng bao giờ lắng nghe người khác. Ý kiến cũng như phát minh của Alfred tuy khá hay nhưng chẳng đi tới đâu. Anh có một người bạn ngoài hành tinh tên là Tony. Alfred rất mê hamburger, fast foods nói chung và ăn kể cả trong lúc nói. Những sở thích khác của anh bao gồm: thể thao, khảo cổ học, phiêu lưu, làm phim và các trò chơi mạo hiểm. Anh còn sở hữu sức mạnh thể chất phi thường bởi khi còn rất nhỏ, anh đã có thể xoay vòng một con bò Bison khổng lồ chỉ bằng tay không.
Hợp chúng quốc Hoa Kỳ là một siêu cường quốc và Alfred luôn cho mình là hình mẫu cho toàn nhân loại, mặt khác anh lại là quốc gia trẻ. Khi vùng đất Bắc Mỹ rộng lớn đầy tiềm năng được khai phá, Arthur (Anh quốc) đã giành được quyền quản lý Alfred, lúc đó mới chỉ là một đứa bé, với Francis (Pháp) và chăm sóc, bảo vệ cậu như em trai mình. Khi văn hóa, công nghệ, của cải, con người.... tất cả đều tràn về làm giàu cho Tân thế giới, Alfred nhanh chóng trở nên hùng mạnh chỉ trong 20 năm ngắn ngủi và tuyên bố độc lập khỏi Arthur. Những tập anime kể lại Cách mạng Hoa Kỳ tái hiện sự chia rẽ giữa hai quốc gia đã là một trong những khoảnh khắc đau lòng hiếm hoi của Hetalia.
Ngoài anh nuôi là Arthur, Alfred còn có cậu em song sinh tên Matthew (Canada) - một người hoàn toàn trái ngược với anh mình.
- Anh (Igirisu):

Tên quốc gia: Vương quốc Liên Hiệp Anh và Bắc Ireland (bản thân nhân vật này là England nhưng vì đại diện cho cả Vương quốc Anh nên còn có tên khác là UK hoặc Britain)
Quốc kỳ: 
Thủ đô: Luân Đôn
Ngôn ngữ: Tiếng Anh
Quốc hoa: Thủy tiên, Hoa hồng Tudor
Sinh nhật: 23/ 4
Tên người: Arthur Kirkland
Chiều cao: 175 cm
Tuổi: 23
Đặc điểm nhận dạng: Tóc vàng, mắt xanh lục, lông mày rậm.
Seiyuu: Sugiyama Noriaki
Là nhân vật Tsundere (mẫu người mâu thuẫn, bề ngoài lạnh lùng nhưng bên trong rất nhạy cảm và dịu dàng), Arthur khá nóng tính, ăn nói khó nghe, thời trẻ anh từng là cướp biển và là quốc gia mạnh nhất thế giới, nhưng bây giờ anh đã trở thành một quý ông - gentlemen. Đặc điểm nổi bật của Arthur là "tài" nấu nướng dở tệ, tật ưa nói xấu kẻ khác và khả năng nhìn thấy sinh vật huyền bí như Tiên Nữ hoặc kì lân, tuy nhiên Alfred (Mỹ) và mọi người lại không thấy nên Alfred luôn bảo Arthur bị ảo giác. Arthur còn có khả năng ếm bùa lên kẻ thù và biết làm các loại phép thuật. Có một lần, vì để trả thù Ludwig (Đức) nên anh đã vô tình "triệu hồi" Ivan Braginski (Nga) giống như pháp sư triệu hồi yêu quái trong chuyện cổ tích vậy. Anh thường cãi nhau với Pháp vì là kẻ thù lâu năm và coi Mỹ như một gánh nặng. Anh có vóc người nhỏ nhắn, khuôn mặt trẻ con, đặc biệt lông mày rất rậm. Sau khi Mỹ độc lập, Arthur và Alfred rất hay gây gổ, hục hặc lẫn nhau, thực chất Arthur vẫn quan tâm tới cậu em trai cũ của mình. Ngoài những người em nuôi như Alfred, Peter Kirkland (Sealand), Arthur còn có ba người anh ruột: Scotland, Wales và Bắc Ireland. Tuy nhiên, tình cảm của bốn anh em này không được tốt đẹp, hồi bé, Arthur luôn bị các anh bắt nạt, xua đuổi.
Như mong đợi của độc giả về nhân vật tượng trưng cho Anh Quốc, Arthur có đôi lông mày cực rậm, được coi như là biểu tượng cho quý ông, nó cũng là đường nét nổi bật ở nhiều quốc gia từng là thuộc địa của Arthur - ngoại trừ Alfred (Mỹ) – gồm Úc, Hồng Kông, Sealand. Anh có nhiều sở thích tao nhã và khá là... nữ tính. Điển hình như tổ chức tiệc trà (một mình), làm bánh nướng (dù không ai ăn nổi chúng), thêu thùa may vá, đọc sách, chơi nhạc rock... Hầu như Arthur có thể làm tốt mọi việc trừ khoản nấu ăn. Anh phê bình gay gắt các bộ phim của Alfred dù luôn bị Alfred tảng lờ và đang cố gắng để trở thành một quý ông thực thụ (cho đến giờ vẫn chưa thành công.) Khi say rượu, Arthur thường tỏ ra bạo lực, đau khổ và mất kiểm soát. Ngoài ra, Arthur còn rất tài ba trong lĩnh vực tình báo, gián điệp, bằng chứng là bộ phim về điệp viên 007 lấy cảm hứng từ một điệp viên có thật người Anh.
Câu cửa miệng của Arthur là "Tên ngốc!" (Baka), lần xuất hiện đầu tiên của anh ở Hội nghị thượng đỉnh thế giới gây ấn tượng mạnh, khi anh mặc vestone, tay cầm tách trà còn mắt thì dán vào cuốn sách Eros (sách mát).
- Pháp (Furansu):

Tên quốc gia: Cộng hòa Pháp
Quốc kỳ: 
Thủ đô: Paris
Ngôn ngữ: Tiếng Pháp
Sinh nhật: 14/ 7
Quốc hoa: Diên vỹ (Iris), Bách hợp
Tên người: Francis Bonnefoy
Chiều cao: 175 cm
Tuổi: 26
Đặc điểm nhận dạng: Tóc vàng để dài, mắt xanh, cằm có râu, vẻ mặt già dặn và lãng tử.
Seiyuu: Masaya Onosaka
Pháp là quốc gia tự hào về rượu vang và tình yêu. Lòng tự hào về rượu vang có thể thấy qua việc Francis sẵn sàng mời Santa Claus (ông già Noel) uống rượu và chấp nhận cả việc ông đi phát quà trong tình trạng say xỉn (chứng tỏ rằng: rượu vang của Pháp là món không thể cưỡng lại được.)
Francis cực kì lãng mạn, thanh lịch và háo sắc, là kẻ thù truyền kiếp của Arthur - nước Anh. Francis lúc nào cũng tự phong mình là anh cả (onii-san) trong Châu Âu. Arthur ghét Francis và gọi anh là "tên nghiện rượu", "Tên ngốc" (baka). Francis thường xuất hiện cùng với phông nền hoa hồng đỏ, hoặc cầm hoa hồng, hoặc hoa hồng làm nền và một bông hoa hồng lớn khác để che chỗ 'nhạy cảm' khi anh ta đang khỏa thân chạy vòng vòng. Ngoài ra, có thể thấy anh chàng Francis là người khá tinh ý khi phân biệt được cặp song sinh Alfred - Matthew (Mỹ - Canada) mà không bị nhầm lẫn như những người khác. Francis từng nuôi nấng Matthews và cô bé Seychelles từ khi Matthews còn rất nhỏ, nhưng sau khi anh rời khỏi Tân thế giới, Matthews được Arthur chăm nom.
Pháp đã từng là một quốc gia lớn mạnh ở châu Âu, tuy vậy sau khi Napoleon Bonaparte qua đời, Francis hứng chịu thất bại liên tiếp và nếu không dựa vào sức mạnh của các quốc gia khác để "thừa nước đục thả câu" thì có lẽ đã bị đày xuống tột cùng thảm hại trong chiến tranh. Anh kình địch sâu sắc với Arthur (Anh quốc) ngay từ hồi cả hai còn nhỏ, rất hay cãi nhau với Arthur về những vấn đề vụn vặt (một trong đó là tranh luận xem ai... biến thái hơn). Nhưng khi có kẻ thù khác xuất hiện, hai người lại hợp sức với nhau để chống lại. Francis có hứng thú với hầu hết các quốc gia trên thế giới và không ngại sàm sỡ họ, với những hành động sờ soạng, nắn bóp ở những "chỗ không thích hợp". Dù trong anime không chính thức nói ra, nhưng các fan có thể nhận thấy Francis có nghề tay trái là "Bác sĩ tình yêu" (Docteur d'amour). 100% những người được anh cho lời khuyên như Ivan (Nga) đều tự cảm thấy lời khuyên đó thật vô dụng. Đơn giản rằng những lời khuyên đó, 3 câu thì hết 2 câu khuyên người khác làm việc sàm sỡ ngay khi có cơ hội.
Tình yêu của Francis dành cho sở thích của mình vô cùng lớn lao, thế nhưng không thể lớn lao bằng tình yêu anh dành cho chính bản thân, điều này thể hiện rõ qua thời trang và phong cách. Tình yêu của anh vĩ đại hơn bất kỳ ai, vì anh là một quốc gia được mệnh danh "Vương quốc của tình yêu". Mọi việc Francis làm để bộc lộ tình yêu của mình đều làm tình yêu của fan dành cho anh thêm sâu sắc, theo một cách khó hiểu nào đó.
- Trung Quốc (Chuugoku):

Tên quốc gia: Cộng Hòa Nhân dân Trung Hoa
Quốc kỳ: 
Thủ đô: Bắc Kinh
Ngôn ngữ: Tiếng Trung Quốc
Năm thành lập Triều đại tiền đế quốc đầu tiên: Năm 2070 trước Công nguyên
Sinh nhật: 1/10
Quốc hoa: Chưa có
Tên người: Wang Yao (王耀). Đọc theo tiếng Việt là Vương Diệu
Chiều cao: 169 cm
Tuổi: Không rõ.
Đặc điểm nhận dạng: Tóc đen ánh nâu để dài cột sau gáy, thường cõng con gấu trúc nhỏ và mặc trang phục bộ đội xanh lá cây, đeo băng tay đỏ.
Seiyuu: Yuki Kaida
Wang Yao đại diện cho Trung Quốc, đất nước "già" nhất thế giới, khoảng 5000 năm, anh cả toàn châu Á. Nền văn hóa lẫn ẩm thực Trung Quốc cực kì đa dạng. Những khu phố tàu của Yao xuất hiện khắp nơi trên thế giới, kể cả một hoang đảo ở Thái Bình Dương, nơi phe Trục bị lạc. Tuy vậy, Wang Yao không có vẻ gì là đất nước lớn tuổi nhất, so về độ chín chắn trong tính cách, anh thua Kiku (Nhật Bản) khá xa và giọng nói trong anime của Wang Yao cũng khá trẻ con (anh được lồng tiếng bởi một nữ seiyuu). Anh còn là fan của mèo Hello Kitty, thường quen kết thúc câu nói bằng chữ "aru", sau chuyển thành "ahen" nghĩa là nha phiến, mỗi khi nói chuyện với Arthur (ý muốn nói tới Chiến tranh nha phiến). Wang Yao có vết sẹo dài phía lưng sau trận chiến với Nhật Bản ở chiến tranh Trung-Nhật lần thứ nhất. Tính cách của Yao khá vui vẻ và thân thiện, dù đôi khi cảm thấy buồn phiền khi thấy thế giới bên ngoài thay đổi một cách chóng mặt, anh luôn nhớ tiếc những ngày tháng xưa của mình. Anh cũng rất dễ nổi cáu vì bị Im Yong Soo (Hàn Quốc) quấy rối, chọc ghẹo. Wang Yao quan hệ không mấy tốt đẹp với Ivan (Nga) sau Xung đột biên giới Trung-Xô.
Wang Yao đã tìm thấy Kiku khi còn là một đứa trẻ, sau đó bảo bọc và chăm sóc cậu trong suốt quãng thời gian thơ ấu. Kiku sớm tự sáng tạo ra bảng chữ cái cho riêng mình dựa theo chữ Hán của Trung Quốc, rồi không lâu sau đó, một phần do bất đồng quan điểm đôi bên, đã tách mình khỏi Wang Yao. Dù không được nói rõ trong mạch truyện Hetalia, cả hai dường như đã có xung đột (chiến tranh Trung Nhật) và Yao đã có lần để lộ một vết sẹo dài do kiếm chém trên lưng mà được cho là chính Kiku để lại. Yao cho đến giờ vẫn ngầm xem cậu là em trai, nhưng khi được hỏi thì Kiku luôn phủ nhận mình từng có một mối quan hệ như vậy với anh.
- Nga (Roshia):

Tên quốc gia: Liên bang Nga. (Trong manga, còn có tên cũ là "The Soviet Union" - Liên bang Xô viết)
Quốc kỳ: 
Thủ đô: Moskva
Ngôn ngữ: tiếng Nga
Sinh nhật: 30/ 12 (ngày thành lập Liên Xô), có giả thiết lại cho rằng là ngày 12/6 (quốc khánh nước Nga)
Quốc hoa: Hướng dương, cúc La Mã
Tên người: Ivan Braginski (Иван Брагинский)
Chiều cao: 182 cm
Tuổi: Không rõ
Đặc điểm nhận dạng: Mắt tím, tóc trắng, mũi to, khoác bộ quân phục xám vạt dài và luôn luôn có chiếc khăn quàng cổ màu trắng trên cổ.
Seiyuu: Yasuhiro Takato
Là nhân vật kiểu Yandere, tức là bình thường cực kì dễ chịu, dịu dàng nhưng một khi nổi điên thì sẽ cực kì khủng khiếp. Ivan lúc nào cũng quàng khăn cổ, vóc dáng cao lớn nhất trong phe Đồng Minh. Anh là một người thành thật ôn hòa nhưng đôi khi độc ác và ích kỉ như con nít. Gương mặt Ivan rất hiền lành thậm chí... hơi ngố, khiến người ta dễ nghĩ tới người nông dân Nga chất phác, nhưng rất nhiều quốc gia sợ anh, đặc biệt là Trio Baltic (gồm 3 nước Latvia, Litva, Estonia), có thể thấy ai cũng nể sợ nước Nga trừ nước Mỹ. Về phía gia đình, anh có chị gái Ukraina và em gái Belarus. Dường như không có gì làm cho Ivan sợ hãi trên đời ngoài cô em đáo để Belarus. Anh còn rất yêu vodka và hoa hướng dương, thích cầm theo một cái ống vòi nước kim loại, đây chính là vật mà Ivan lấy được ở nước Đức trong một lần viếng thăm Ludwig. Vì nước Nga thời bấy giờ chưa hề có vòi nước nên đối với anh, nó là một vật rất đặc biệt. Ivan có thói quen kết thúc câu nói bằng từ "da", tiếng Nga nghĩa là "được" hoặc "vâng".
Khi Ivan giận dữ, anh sẽ phát ra tiếng "kolkolkolkol..." Mỗi lần âm thanh này được phát ra, bao nhiêu người, nhất là nước láng giềng của Nga, bất giác nổi da gà sợ hãi. Câu cửa miệng thứ hai của Ivan, tuy tần suất không xuất hiện nhiều bằng câu đầu nhưng nó lại miêu tả hoàn hảo tính cách của anh: "Let’s become one with Russia!" (Hãy trở thành một với Nga!). Tuy nhiên, Ivan không hề có ý làm bá chủ thế giới, anh chỉ quá cô đơn trên mảnh đất Nga rộng lớn bạt ngàn nên muốn có thêm vài người bạn mà thôi. Ivan chẳng hay biết tính cách của anh đã khiến bao nhiêu người sợ hãi, lánh xa. Hồi thế chiến, tuy là đồng minh của Pháp, Anh, Mỹ và Trung Quốc nhưng Ivan luôn ước rằng sẽ có ngày khiến họ quy phục dưới chân mình. Anh từng nói: "Máu tôi sôi lên khi nghĩ đến những kẻ ngốc kia quỳ xuống cầu xin tôi để chúng được sống" Tính cách dữ dội, đầy tham vọng ẩn sau vẻ dịu dàng của Ivan thể hiện những vết thương tâm hồn không thể lành: Chịu cảnh cô độc, giá lạnh ngay từ thuở mới lập quốc và sớm phải chứng kiến chiến tranh. Trong loạt manga của Himaruya kể về tuổi thơ của Ivan, tác giả đã miêu tả: "Russia có một tuổi thơ khó khăn và đau buồn." Ivan từng trải qua khủng hoảng nhân cách (ám chỉ thời Boris Yeltsin) từ năm 1991-1999, nhưng khi Vladimir Putin làm tổng thống Nga, anh đã cố gắng hòa đồng hơn.
Ước mơ thầm kín của Ivan là được sống ở nơi ấm áp hơn, giữa cánh đồng hướng dương vàng rực, cùng với chị và em gái mình.

## Nhân vật phụ
- Châu Mĩ
  - Canada
  - Cuba
- Châu Á
  - Hồng Kông
  - Đài Loan
  - Việt Nam
  - Thái Lan
  - Philippines
- Châu Âu
  - Nam Ý
  - Tây Ban Nha
  - Áo
  - Hungary
  - Phổ
  - Belarus
  - Ukraina
  - Thụy Sĩ
  - Liechtenstein
  - Ba Lan
  - Sealand
  - Hà Lan
  - Bỉ
  - Romania
  - Bulgaria
- Các quốc gia Bắc Âu (Nordic country)
  - Na Uy
  - Đan Mạch
  - Phần Lan
  - Thụy Điển
  - Iceland
- Vùng biển Baltic
  - Estonia
  - Lithuania
  - Latvia
- Vùng Địa Trung Hải
  - Thổ Nhĩ Kỳ
  - Hy Lạp
  - Ai Cập

## Tác giả và tác phẩm
Tác giả của Hetalia: Axis Powers, Hidekaz Himaruya sinh năm 1985. Khi mới bắt đầu sáng tác Hetalia, ông là mangaka nghiệp dư kiêm sinh viên ngành thiết kế, sống tại New York - Hoa Kỳ. Sau khi bộ manga này được đăng lên web và nhanh chóng trở nên nổi tiếng, nhà xuất bản Gentosha Comics - Inc đã phát hành Hetalia dưới dạng tuyển tập, cho tới nay đã bán được hơn 500.000 bản.
Series anime Hetalia ngắn này dài 5 phút mỗi tập và dự định được chiếu hàng tuần bắt đầu từ ngày 15/1/2009, và chỉ có nhạc kết thúc (Ending) chứ không có nhạc mở đầu. Sau khi anime này ra season 3, nó đã được đổi tên thành "Hetalia: World Series"
Bản chính thức của bài ending "Marukaite Chikyuu" (Vẽ một vòng tròn là có Trái Đất) ban đầu chỉ viết cho nhân vật Bắc Ý Feliciano. Nhưng nó chưa thực sự là cơn sốt cho đến khi bản ending này được phối lại cho từng nhân vật trong Hetalia. Không phải là remix, phần nhạc nền được sáng tác riêng cho từng nhân vật với nhạc cụ đặc biệt và lời hát riêng thể hiện tính cách của các quốc gia trong Hetalia. Như bản Marukaite của Đức, bạn sẽ được nghe giai điệu dồn dập tiếng trống của đoàn quân hừng hực khí thế và giọng trầm trầm rất epic của Đức. Hay đến phiên bản của Mỹ, khúc dạo đầu mang phong cách hip hop không lẫn vào đâu được, và cái giọng hét cao chói tai của Mỹ, tiếng cạp Hamburger cùng nhiều âm thanh hỗn tạp khác mà người viết không phân tích được. Cùng một giai điệu đấy, lời nhạc thì cũng na ná đoạn điệp khúc đấy, nhưng nó thực sự đã làm các fan của Hetalia phát sốt trước những bản demo vài giây và tiếp tục làm các fan nóng lòng chờ đến khi có bản chính thức. Mặc dù anime Hetalia đã thay đổi nhạc ending nhiều lần nhưng "Marukaite Chikyuu" luôn là bản nhạc để lại ấn tượng sâu sắc nhất với khán giả.

## Sự đón nhận của người xem
Hai tập tankobon "Hetalia" đều đứng đầu trong Danh sách các manga bán chạy nhất của New York Times. Tập 1 đứng đầu danh sách vào ngày 10 tháng 10 năm 2010, tập 2 đứng đầu danh sách ngày 16 tháng 1 năm 2011. Tập 1 lọt vào top mười trong 21 tuần và tập 2 trụ được ở top trong 14 tuần.
Độc giả của tạp chí Anh NEO (chuyên về anime-manga) đánh giá rất cao phiên bản anime của "Hetalia." Nhà phê bình Ellis Wylam nhận xét: "Bộ phim hoạt hình tươi sáng và đầy màu sắc làm bạn ngạc nhiên về cách tạo ra những điều thật vui nhộn, nhẹ nhàng và thú vị vượt ra khỏi cuộc Chiến tranh Thế giới." Wylam cũng cho biết: "Thật không may, một số chuyện cười (đặc biệt là trong các tập phim đầu tiên) không làm cho tôi cười phá lên như mong đợi khi tôi mua DVD. Tuy nhiên, sự hài hước dường như đã phát triển hơn trong những tập phim sau..."
Người xem thứ hai, Lara Garnermann, nói: "Hetalia là một phim hoạt hình được viết kịch bản rất thông minh, phù hợp với bất cứ ai quan tâm đến lịch sử thế giới hay chính trị quốc tế, tất nhiên cả những ai muốn cười vì 26 tập phim kì lạ ấy." Nhưng người xem thứ ba, Rohan 'Amuro' Hine, lại nghiêm túc nhận xét: "Đó là một series rất hài hước, nhưng nhiều các câu chuyện cười sẽ đi vào đầu bạn, do Nhật Bản có khuôn mẫu khác so với chúng ta. Ví dụ, khi ta nghĩ Pháp luôn vẫy cờ trắng một cách hèn nhát thì trong bộ anime này, Ý mới là người nhút nhát và luôn nhờ Đức bảo vệ. Một số câu nói đùa của anime có thể ảnh hưởng đến bạn nếu bạn không có nền tảng kiến thức lịch sử tốt."
Hetalia đã giành được giải thưởng "Manga hay nhất" năm 2011 của NEO trong cuộc bỏ phiếu công khai.

### Phản đối tại Hàn Quốc
Năm 2009, anime Hetalia đang chiếu trên kênh Kid Station tại đất nước Hàn Quốc thì bị "10.000 khán giả Hàn Quốc" ký tên đề nghị ngừng chiếu trên đất nước này vì họ cho rằng nó có nội dung "bôi bác người Hàn Quốc", dẫn đến tình trạng thiếu hụt raw (bản gốc) trầm trọng, các bản raw đều được chuyền tay nhau qua các phương tiện cá nhân như website, điện thoại di động..
KID STATION, kênh truyền hình cáp hoạt hình dành cho trẻ em, cho biết: KID STATION hoàn toàn không biết về những sự chỉ trích nặng nề từ phía Hàn Quốc. Kênh truyền hình Nhật Bản của Hetalia Axis Powers đã khẳng định bộ anime này không hề có nhân vật Hàn Quốc thích tranh cãi như trong manga. Những người phản đối cho rằng một phần của câu chuyện này đã tái hiện lại rất nhiều thời kì lịch sử khác nhau, nhưng vẫn tập trung chủ yếu vào chiến tranh thế giới, và đang "sỉ nhục Hàn Quốc".

### Ngày Hetalia
Fan hâm mộ của Hetalia đã tổ chức một cuộc gặp gỡ hàng năm mang tên "Hetalia Day" (20 tháng 10), nơi người hâm mộ tập trung tại những địa điểm khác nhau để kỷ niệm bộ anime dài tập này. Các cuộc họp mặt bắt đầu từ năm 2009, trùng với ngày Quốc Kỳ (24 tháng 10) hoặc ngày cuối tuần gần nhất với nó nếu ngày Liên Hợp Quốc rơi vào ngày nào đó trong tuần.

## Tranh cãi về nội dung
Trong lịch sử, Nhật Bản đã xâm chiếm và cướp phá Hàn Quốc, do đó gây ra xung đột nghiêm trọng giữa các quốc gia. Tuy nhiên, trong phim hoạt hình này, tác giả mô tả rằng Hàn Quốc thích lá cờ của Nhật Bản, sau những người khác, và khẳng định bất cứ điều gì là của họ. Ngoài ra, các nhà văn mô tả Hàn Quốc như một kẻ hư hỏng hoặc một người điên, người bệnh dịch Nhật Bản. Nhưng điều này là không đúng sự thật cả. Các nội dung xúc phạm Hàn Quốc nhiều nhất. Vì vậy, đã có một cuộc tranh cãi lớn ở Hàn Quốc.